# Cycloastragenol

Cycloastragenol is het aglycon van astragaloside IV

Cycloastragenol ({\displaystyle {\ce {C30H50O5}}}) is een molecuul dat voorkomt in verschillende soorten in het plantengeslacht Astragalus. Het is het aglycon van astragaloside IV en andere astragalosides in Astragalussoorten. Het komt relatief evenredig verdeeld voor in wortels, stengel en bladeren.
In enkele in-vitro- en dierstudies is gevonden dat de stof telomeren kan verlengen. Of dit ook leidt tot levensverlenging is omstreden.
In onderzoek met muizen bleek het toedienen van een voedingssupplement met cycloastragenol in staat om de telomeren (het chromosoomuiteinde) te verlengen, wat een verlenging van de levensduur van de dieren tot gevolg had. Bij de dieren verbeterden diverse gezondheidsparameters, waaronder glucosetolerantie, osteoporose en de toestand van de huid. Biotechnologiebedrijven verrichten nu verder onderzoek naar een telomerase-activerend effect van Astragalus en hebben opnieuw een telomerase verlengend effect van cycloastragenol gevonden bij zenuwcellen van muizen. Er werd bij deze dieren ook een vermindering van depressieve symptomen gevonden. Ook bij ratten is telomeraseverlenging gevonden door cycloastragenol.
De claim op levensverlenging is echter zeer omstreden. Uit twee onderzoeken met celmateriaal van mensen die een tijdje TA-65-capsules (dat voor minimaal 95% uit cycloastragenol bestaat) hebben geslikt, komen nauwelijks significante veranderingen.